# سانسور در بولیوی
سانسور در بولیوی (انگلیسی: Censorship in Bolivia) به سال‌های جنگ میان جمعیت بومی بولیوی و جمعیت ثروتمند نژاد اروپایی شناخت. تا زمانی که بولیوی در سال ۱۹۸۲ دموکراتیزه شد، رسانه‌ها تحت کنترل شدید بودند. هنگامی که اوو مورالس، اولین فرد بومی در سال ۲۰۰۶ رئیس‌جمهور شد، که این امر به احترام بیشتر برای آزادی رسانه‌ها، سخنرانی، اطلاعات و حقوق مردم بومی بولیوی تغییر یافت. در حالی که دولت وی اقداماتی را برای کاهش سانسور انجام داد، اما در مورد بی‌طرفی و تأثیرگذاری او بحث‌هایی وجود داشت.

## فیلم
فیلمسازان و مستندسازان در بولیوی و دیگر کشورهای آمریکای لاتین تلاش می‌کنند تا یک فیلم مستند زنده بسازند، مخاطبان زیادی را برای فیلم‌هایشان پیدا کنند و در عین حفظ خصلت غیرتهاجمی، فیلمی تأثیرگذار بسازند. در بولیوی و آرژانتین در نتیجه اعمال قوانین سانسور، فیلمسازان مجبور به فرار از کشور شده‌اند. در شکل افراطی آن، مستندسازان بولیوی با ناسزاگویی و رسوا کردن مورالس در فیلم‌هایشان دستگیر شده‌اند.

## رادیو
در بولیوی، خانواده‌های قدرتمند و ثروتمند که ارتباطشان با گروه‌های سیاسی سنتی کشور و آن‌ها که کنترل اکثریت مردم را در دست دارند برقرار است، حدود ۸۰ درصد از ایستگاه‌های رادیویی تحت  کنترل این اشخاص قرار دارد،اگر چه هنوز ایستگاه‌های کوچکی از سوی سازمان‌های محلی، دولتی یا گروه‌های دیگر برپاست. اما ایستگاه‌های مستقل اجتماعی حدود چهار درصد از کل ایستگاه‌های رادیویی را در بر می‌گیرند. این ایستگاه‌ها با اوو مورالس به عنوان یک رئیس‌جمهور بومی محبوب، محبوبیت کسب می‌کنند. همچنین این ایستگاه‌ها در جوامع بومی محبوب تر هستند. آن‌ها سابقهٔ خدمت به این جوامع حاشیه‌ای را برای ابراز نطرات آن‌ها و مخالفتشان با دولت مرکزی داشته‌اند؛ بنابراین بر اساس قانون درحالی‌که شخص حقوقی مختارند به گفتگو پرداخته و به هر موضوعی بپردازند. آگاهی بافتن و پذیرش این امر زمان زیادی را برای از بین بردن باورهای گذشته جامعه می‌گذارد.

## روزنامه‌ها
به لحاظ تاریخی، روزنامه‌ها در بولیوی نقش صدای مخالف سیاسی با هدف به چالش کشیدن رهبری سیاسی فعلی و گذشته را ایفا کرده است. با این حال، مشکلات زیادی برای به طبع رساندن روزنامه در بولیوی وجود دارد؛ زیرا به چالش کشیدن رهبری سیاسی در سطح بالایی امنیت شغلی و درآمد را به مخاطره می‌اندازد.
این روزنامه‌ها باید مراقب باشند تا بیش از حد با دولت درگیر نشوند؛ زیرا در محیطی که روزنامه‌نگاران سانسور می‌شوند و روزنامه‌های دولتی از دولت حاکم پیروی می‌کنند، روزنامه نگاران امکان مانور سیاسی ندارند. موارد زیادی وجود دارد که روزنامه نگاران شکایت‌های خود را به دادگاه احاله دادند که ثمر بخش نبوده است. با اینحال پیشرفت‌های مداوم در دسترسی به اینترنت باعث ایجاد محیط‌هایی جدید و فرصت‌هایی برای روزنامه‌ها، رسانه‌ها و روزنامه نگاران در بولیوی شده است.